# 徵婚啟事
《徵婚啟事》，為台灣作家陳玉慧於1989年11月於報上刊載一則徵婚啟事後，依據與四十二位男士的徵婚經過而寫成的著名小說，曾引起相當大的爭議。本書曾被改編為舞台劇（屏風表演班，李國修導演）、同名電影（陳國富導演）及同名電視劇（台視周五優質戲劇，連奕琦導演）。

## 『徵婚啟事』小說
『生無悔，死無懼，不需經濟基礎，對離異無挫折感，願先友後婚。非介紹所，無誠勿試。』1989年11月，陳玉慧於《自立晚報》、《聯合報》與《中國時報》刊載這一則徵婚訊息，先後共有一百零八位應徵者與作者聯絡洽談，其中有一名女性，本書則記錄了四十二個前往徵婚的男子。這四十二位男士，從國中畢業到博士學位都有，其職業有報社記者、小學教師、香港僑生，還有黑道人物。有的應徵者僅在電話裡短短數語，問完作者年齡，即掛斷電話失去連繫。也有應徵者在與作者見面時，道盡其一生的滄桑，其中也有色情狂，問到很尖銳的性觀念。

## 同名電影
《徵婚啟事》由導演陳國富與陳世杰改編自徵婚啟事小說原著，內容敘述女主角杜家珍（劉若英飾）的徵婚經過。全片以幾近紀錄片的方式處理，並且邀請多位知名演藝人員如金士傑、顧寶明、鈕承澤等人演出。

### 劇情介紹
杜家珍（劉若英飾）為一名眼科醫生，事業成功但在感情上卻極為孤獨。為了尋找另一半，杜家珍在報上刊載了一則『生無悔，死無懼，不需經濟基礎，對離異無挫折感，願先友後婚，非介紹所，無誠勿試。』的徵婚啟事，開始了一連串的徵婚行動。
整片採用紀錄片形式拍攝，所有的徵婚場景都在同一家茶藝館，同時也穿插杜家珍與其大學時期心理學科目的羅教授的談話記錄。
在徵婚的過程中，杜不斷地打電話給某人，在答錄機上留下話語；並且對前來徵婚的對象始終使用假名。但在最後一位盲眼的徵婚者戳破後，同時也感受到其中的弔詭之處，徵婚卻不願告知對方真實姓氏，卻也很有可能真的靠這樣子找到另一半。
當杜家珍在徵婚時遇到一名似乎可以進一步交往的男士時，卻發現原來她對有婦之夫的前男友始終無法忘懷。而在此時，也接到前男友妻子的來電，原來他在準備回台與妻談判的飛機上，不幸遇到空難，再也無法接電話了……

### 主要演員
- 劉若英
- 陳昭榮
- 伍佰
- 金士傑
- 鈕承澤
- 羅北安
- 施易男
- 卜學亮
- 顧寶明
- 魏伯勤

### 獲頒獎項
- 1998年，劉若英獲得台灣台北電影節最佳演員獎
- 1998年，劉若英獲得第35屆金馬獎評審團特別大獎
- 1999年，劉若英獲得亞太影展最佳女主角

### 獎項提名
- 1998年，第35屆金馬獎入圍最佳劇情片、最佳導演（陳國富）、最佳女主角（劉若英）、最佳男配角（王朝明）、最佳改編劇本（陳國富、陳世杰）、最佳剪輯（張達隆）

## 同名舞台劇
- 演出劇團：屏風表演班
- 導演：李國修

### 劇情介紹
某劇團正在發表該團第二回作品，改編自陳玉慧同名小說《徵婚啟事》的舞台劇作。為提昇該劇知名度，力邀影視女星站台演出，不料，首演前的彩排，卻因遭干擾而頻頻中斷，其實，某劇團潛伏的內在危機，是來自劇團成員本身的個人際遇。頗負盛名的女明星演出徵婚女子，原本欲藉著《徵》劇的演出，來逃避與丈夫瀕臨決裂的婚姻生活，卻在排練中與已婚的燈光設計師激起情愛關係；同時，來自美國西岸的某女友亦在此刻現身，希望能挽回和女主角間的過往戀情；劇場裡還穿插著草率的置景人和單純的服裝管理，不時還有「送便當的」干擾影響排練的進行，使得某劇團面臨著能不能順利公演的危機。
舞台上，不斷錯綜交織著彩排與隨時介入的人與事，劇情中二十位寂寞的求偶男子與迫切想要結婚的女子陸續登場，現實外，一樁樁糾纏不清的男女關係輪番浮現。
面對難以取捨的處境及即將登場演出的壓力，女主角已到了歇斯底里的邊緣。另一方面，無力解決演出干擾的舞台監督和導演原是以前情侶關係的兩人，因排練工作發生衝突爭吵，在嚴重的爭執過後，舞台監督突然揭露一段不為人知的告白，原來，舞台監督本人竟然也是原著小說中的徵婚者之一，某劇團導演也因舞台監督的告白而冰釋前嫌。
彩排混亂之際，為情崩潰的女主角，竟突然離奇失蹤，失控痛哭，某劇團導演也隨之悲傷與自責，彩排完全中斷，某劇團導演也宣告《徵婚啟事》取消演出；大幕落下，一群徘徊在愛情與婚姻之間追尋自我的寂寞男女，終將回到真實的人生舞台，尋找自己。